# Alan Hellmeister
Alan Moreira Hellmeister (São Paulo, 12 de junho de 1986) é um automobilista brasileiro. Em 2009 e 2010 disputou a Stock Car Brasil pela JF Racing. Em 2011 foi um dos pilotos da Scuderia 111.

## Carreira
De ascendência alemã, Hellmeister foi vice-campeão brasileiro de Fórmula Renault em 2004, além de colecionar uma série de títulos no kart nacional. 

## Resultados

### Stock Car Brasil
| Ano  | Equipe    | Carro       | 1       | 2       | 3       | 4   | 5   | 6   | 7   | 8   | 9   | 10  | 11  | 12  | Classificação | Pontos |
| ---- | --------- | ----------- | ------- | ------- | ------- | --- | --- | --- | --- | --- | --- | --- | --- | --- | ------------- | ------ |
| 2010 | JF Racing | Peugeot 307 | SAO Ret | CTB Ret | VEL Ret | RIO | RBP | SAL | SAO | CGD | LON | SCZ | BSB | CTB | 28º*          | 0*     |

* Temporada em andamento.